# Calle Gavilán
La calle Gavilán es una arteria vial de Buenos Aires que tiene aproximadamente 5 km y recorre la trama urbana en sentido sur-norte.

## Recorrido
Es una calle de menor importancia en la ciudad, pero es muy extensa y su recorrido empieza en el barrio de Flores, siendo la continuación de la Avenida Coronel Esteban Bonorino. Pasa por el barrio de Villa General Mitre, por el lateral del estadio Estadio Diego Armando Maradona, luego de cruzar la Av. Álvarez Jonte delimita los barrios de La Paternal -vereda este- y Villa del Parque -vereda oeste-. Su recorrido se ve interrumpido por las vías del Ferrocarril San Martín y por el predio de la Facultad de Agronomía de la Universidad de Buenos Aires. Reinicia su recorrido en la Av. Beiró y finaliza su recorrido en la calle Griveo de Villa Pueyrredón, en las inmediaciones de las vías del Ferrocarril Mitre.